# زمكان (فرقة)

ملصق عرض فرقة زمكان بباريس (فرنسا) في

زَمَكَان (بالفرنسية: ZeMeKeN، أصل التسمية من مصطلح الزمكان)‏، فرقة موسيقية تونسية تكونت عام 2003.

## وصلات خارجية
- زمكان على موقع ميوزك برينز (الإنجليزية)